# Woodfall Film Productions
Woodfall Film Productions, fondée par Tony Richardson, John Osborne et Harry Saltzman en 1956 et dissoute en 1986, est une société de production de cinéma Britannique.
En 1956, le metteur en scène Tony Richardson produit ses pièces Les Corps sauvages avec Richard Burton et Le Cabotin avec Laurence Olivier, qui, selon Raymond Durgnat, « atteignent et révèlent un nouveau public dont l'existence est restée insoupçonnée, aussi bien de l'industrie cinématographique que de l'establishment culturel ».
Il fonde Woodfall Film Productions afin de les porter à l'écran. 
Fer de lance du free cinema et de son pendant littéraire des Angry Young Men, les premiers films de Woodfall s'attachent à dépeindre la vie de la classe ouvrière (Les Corps sauvages de Richardson, Les Chemins de la haute ville de Jack Clayton, Le Cabotin de Richardson, Samedi soir, dimanche matin de Karel Reisz, Un goût de miel et La Solitude du coureur de fond de Richardson). 
À partir de 1962, Woodfall abandonne sa veine sociale et signe avec United Artists un contrat de huit films: Tom Jones  qui récolte 4 Oscars, La Fille aux yeux verts, One Way Pendulum, Le Knack... et comment l'avoir qui décroche la Palme d'or du Festival de Cannes, Mademoiselle, Le Marin de Gibraltar, La Charge de la brigade légère, La Chambre obscure, Kes et Ned Kelly. Inactive dans les années 1970, Woodfall et Richardson reviennent en 1984 avec L'Hôtel New Hampshire. 
En 2007, le Lincoln Center de New York consacre à Woodfall Films Production une rétrospective de 14 films intitulée Leading the Charge: Woodfall Film Productions and the Revolution in '60s British Cinema. 